# Л-РПРФ (либерально-региональная партия российской федерации)
Л-РПРФ (либерально-региональная партия российской федерации) является российской оппозиционной интернет партией которая придерживается идеологии либерализма. выступает против нынешней власти, переход российской экономики с плановой на рыночную, визовый режим со странами центральной Азии, так же за свободный на сколько это возможно интернет и нейтральный статус России страны во всех военных конфликтах которые не касаются РФ.
председателем партии с 07.05.2025г является Матвей Михайлович Михалев. 
с 07.05.2025г зам. председателя является Дмитрий Алексеевич Шелудько
партия позиционирует себя как "либеральная альтернатива нынешнему режиму" и в скором будущем планируются митинги против нынешней власти и блокировок интернета.
у партии Л-РПРФ есть свой герб. он представляет собой бсб флаг на котором по средине расположен переделанный герб РДФР (изменён цвет орла с черного на белый. во флаге убрана красная полоса) снизу черными буквами расположено название партии.
главными врагами Л-РПРФ на политической арене являются: Путин, Владимир Владимирович, единая Россия,КПРФ, ЛДПР. 
у партии есть и аккаунт в тик аккаунт в тик ток где публикуются актуальные новости партии и всей России, а так же политические сатиры для привлечения молодого сегмента.